# Parasola virgulacolens
Parasola virgulacolens är en svampart som först beskrevs av Cleland, och fick sitt nu gällande namn av J.A. Simpson & Grgur. 2001. Parasola virgulacolens ingår i släktet Parasola och familjen Psathyrellaceae.   Inga underarter finns listade i Catalogue of Life.